# Yang-Mills-Theorie
Die Yang-Mills-Theorie (nach den Physikern Chen Ning Yang und Robert L. Mills) ist eine nicht-abelsche Eichtheorie, die zur Beschreibung der starken und der schwachen Wechselwirkung herangezogen wird. Sie wurde 1954 von Yang und Mills eingeführt sowie unabhängig davon um die gleiche Zeit in der Dissertation von Ronald Shaw bei dem Physiker Abdus Salam und in Japan von Ryoyu Utiyama.
Dieser Artikel beschreibt vorwiegend die mathematischen Aspekte des interdisziplinären Phänomens. Die physikalischen Aspekte werden vor allem bei einem der wichtigsten Beispiele für Yang-Mills-Theorien besprochen, der Quantenchromodynamik.
Die Theorie ist im Allgemeinen nichtabelsch, also nicht kommutativ. Sie enthält jedoch auch als Spezialfall die Quantenelektrodynamik als abelsche Eichtheorie.

## Yang-Mills-Wirkung und Feldgleichungen
Die Yang-Mills-Theorie geht von der Yang-Mills-Wirkung {\displaystyle \mathbf {S} _{\mathrm {YM} }} für die Eichbosonen aus:
{\displaystyle \mathbf {S} _{\mathrm {YM} }={\frac {1}{4}}\int \operatorname {Tr} \left(F\wedge *F\right)}
Dabei wurde die mathematische Sprache der Differentialformen verwendet, die eine kompakte Notierung erlaubt.
- Die Größe {\displaystyle F} heißt Yang-Mills-Feldstärke
- {\displaystyle *F} ist die zu {\displaystyle F} duale Yang-Mills-Feldstärke. Der Dualitätsoperator * (Hodge-Stern-Operator) ist bezüglich der Indizes μ und ν (s. u.) mit der Signatur des Minkowski-Raums {\displaystyle \mathbb {M} ^{4}} zu bilden, z. B. mit (+−−−). Bezüglich der Indizes a der Eichgruppe muss man entsprechend der betrachteten Darstellung der Gruppe vorgehen. Analoges gilt auch für die Spur Tr (Abkürzung für engl. trace). Obere und untere Indizes sowie die Reihenfolge von Doppelindizes werden durch die *-Operation vertauscht. Das Yang-Mills-Funktional kann also auch in der expliziten Form geschrieben werden:

{\displaystyle \mathbf {S} _{\mathrm {YM} }={\frac {1}{4}}\int \,\mathrm {d} ^{4}x\,F_{a}^{\nu \mu }\cdot F_{\mu \nu }^{a}}
Wendet man jetzt das Prinzip der stationären Wirkung auf die Eichbosonenfelder in {\displaystyle \mathbf {S} _{\mathrm {YM} }} an, so erhält man als zugehörige Euler-Lagrange-Gleichungen die Yang-Mills-Gleichungen ohne Materiefelder:
{\displaystyle {\mathcal {D}}*F=0}
mit:
{\displaystyle {\mathcal {D}}F:=\mathrm {d} F+g\,A\wedge F}
und entsprechend bei der Anwendung auf die duale Feldstärke {\displaystyle *F}, wobei der Term {\displaystyle \sim g} die Yang-Mills-Ladungen enthält. Die positive Größe {\displaystyle g} bedeutet in der Physik die Wechselwirkungskonstante. Die Eichbosonenfelder {\displaystyle A} sind in der Sprache der Differentialgeometrie Zusammenhangsformen und {\displaystyle {\mathcal {D}}} ist die mit diesen Zusammenhangsformen gebildete kovariante Ableitung (die Abhängigkeit von {\displaystyle A} wurde in der Notation hier weggelassen). Bei Anwesenheit von Materiefeldern, die im Sinn der Yang-Mills-Theorie „geladen“ sind (zum Beispiel bei der Quantenchromodynamik Farbladung tragen) ist auf der rechten Seite der Yang-Mills-Gleichung der Materiestrom {\displaystyle J} einzusetzen (siehe unten). Die „Farbindizes“ der Eichgruppe wurden hier der Übersichtlichkeit halber weggelassen.
Außerdem gilt die Bianchi-Identität:
{\displaystyle {\mathcal {D}}F=0}
In differentialgeometrischer Formulierung wird auch die Ähnlichkeit zu den Maxwell-Gleichungen in differentialgeometrischer Formulierung deutlich (siehe Maxwell-Gleichungen: der vierdimensionale Ansatz), nur dass diese der Sonderfall einer abelschen Eichgruppe sind, der unitären Gruppe U(1), und damit in Komponenten ausgeschrieben von einfacherer Form und linear in {\displaystyle A} sind. Die Nichtlinearität macht die Yang-Mills-Gleichungen mit nicht-abelscher Eichgruppe viel komplizierter. Durch die Formulierung in abstrakter Differentialformenschreibweise ist die Formulierung nicht auf den Minkowskiraum oder vier Dimensionen beschränkt und kann in dieser Darstellung z. B. für eine Yang-Mills-Theorie in einem {\displaystyle d+1}-dimensionalen Minkowskiraum mit Metriksignatur {\displaystyle 1-d} verwendet werden. Yang-Mills-Theorien in höheren Dimensionen und ihre supersymmetrischen Erweiterungen sind z. B. für AdS/CFT-Korrespondenz relevant.
Die Yang-Mills-Feldstärke ist durch die zweite Maurer-Cartan-Strukturgleichung definiert, die den differentialgeometrischen Zusammenhang {\displaystyle A} (genauer gesagt dessen lokale Darstellung) eines Hauptfaserbündels (in der Physik Eichpotential bzw. Eichbosonfeld genannt) mit seiner Krümmung {\displaystyle F} (in der Physik Feldstärke bzw. Feldstärketensor genannt) in Verbindung bringt:
{\displaystyle F:=\mathrm {d} A+gA\wedge A}
Wie oben ist
- {\displaystyle A} eine Lie-Algebra-wertige 1-Form über dem Hauptfaserbündel
- {\displaystyle F} eine Lie-Algebra-wertige 2-Form über diesem Hauptfaserbündel
- {\displaystyle \mathrm {d} A} die äußere Ableitung
- {\displaystyle A\wedge A} das äußere Produkt von Differentialformen, das hier zwischen den {\displaystyle A} nicht verschwindet, da die Lie-Algebra-Komponenten von {\displaystyle A} im Allgemeinen nicht vertauschen.

Aus diesem Grunde ist die Feldform {\displaystyle F} auch nicht „geschlossen“ {\displaystyle (\mathrm {d} F=0),} im Gegensatz zu abelschen Eichtheorien wie der Elektrodynamik.
In Komponentenschreibweise gilt wie in der Quantenchromodynamik:
{\displaystyle F_{\mu \nu }^{a}=\partial _{\mu }A_{\nu }^{a}-\partial _{\nu }A_{\mu }^{a}+gf_{bc}^{a}A_{\mu }^{b}A_{\nu }^{c}}
und die Yang-Mills-Gleichungen werden in dieser Schreibweise (wenn man, wie üblich, auf der rechten Seite noch einen Quellenterm einfügt):
{\displaystyle \partial ^{\mu }F_{\mu \nu }^{a}+gf_{bc}^{a}A^{\mu b}F_{\mu \nu }^{c}\equiv J_{\nu }^{a}}
In der Physik betrachtet man meist eine kompakte, halbeinfache Lie-Gruppe {\displaystyle G}, etwa {\displaystyle \operatorname {SU} (N)} oder {\displaystyle \operatorname {SO} (N)}, deren hermitesche Generatoren folgende Kommutationsrelation erfüllen:
{\displaystyle \left[T_{a},T_{b}\right]=if_{ab}^{c}\,T_{c}}
Die {\displaystyle f_{ab}^{c}} heißen (reelle) Strukturkonstanten der Lie-Gruppe.
Ein beliebiges Element {\displaystyle U} von {\displaystyle G} wird durch folgende Gleichung dargestellt:
{\displaystyle U=e^{ig\theta ^{a}\,T_{a}}}
Zur Ausführung von Berechnungen muss noch wie in der Elektrodynamik eine Eichfixierung durchgeführt werden (siehe z. B. Lorenz-Eichung bei der Elektrodynamik). Das hat seinen Grund darin, dass die Yang-Mills-Wirkung invariant unter Eichtransformationen ist und damit die gesuchten Eichbosonen {\displaystyle A} nicht eindeutig festgelegt.

## Yang-Mills-Theorie in speziellen Dimensionen

### Zweidimensionale Yang-Mills-Theorie
Zweidimensionale Yang-Mills-Theorie ist Yang-Mills-Theorie über einer zweidimensionalen Basismannigfaltigkeit. Dieser Spezialfall ermöglicht die Definition des Yang-Mills-Maßes auf dem Raum der Zusammenhänge und darüber hinaus können Yang-Mills-Zusammenhänge zur Konstruktion von nichttrivialen Higgs-Feldern verwendet werden, sodass diese zusammen sogar die Yang-Mills-Higgs-Gleichungen lösen. Flache Zusammenhänge implizieren dabei über Chern-Weil-Theorie eine verschwindende erste Chern-Klasse, wohingegen Yang-Mills-Zusammenhänge für alle Chern-Klassen existieren können.
Ein wichtiges Beispiel der Anwendung ist die komplexe Hopf-Faserung {\displaystyle S^{3}\twoheadrightarrow S^{2}} (mit erster Chern-Klasse {\displaystyle -1}), ein U(1)-Hauptfaserbündel über {\displaystyle S^{2}}. Diese werden durch die ganzen Zahlen klassifiziert und beschreiben die Quantisierung von magnetischen Monopolen in drei Dimensionen ({\displaystyle \mathbb {R} ^{3}\setminus \{0\}\simeq S^{2}}), auch bekannt als Dirac-Monopole.

### Vierdimensionale Yang-Mills-Theorie
Vierdimensionale Yang-Mills-Theorie ist Yang-Mills-Theorie über einer vierdimensionalen Basismannigfaltigkeit. Dieser Spezialfall ermöglicht die Zurückführung der Yang-Mills-Gleichungen zweiter Ordnung auf einfachere (anti)selbstdualen Yang-Mills-Gleichungen erster Ordnung, welche einfacher zu lösen sind. Flache Zusammenhänge implizieren dabei über Chern-Weil-Theorie eine verschwindende zweite Chern-Klasse, wohingegen Yang-Mills-Zusammenhänge für alle Chern-Klassen existieren können.
Ein wichtiges Beispiel der Anwendung ist die quaternionische Hopf-Faserung {\displaystyle S^{7}\twoheadrightarrow S^{4}} (mit zweiter Chern-Klasse {\displaystyle -1}), ein SU(2)-Hauptfaserbündel über {\displaystyle S^{4}}. Diese werden durch die ganzen Zahlen klassifiziert und beschreiben die Quantisierung von magnetischen Monopolen in fünf Dimensionen ({\displaystyle \mathbb {R} ^{5}\setminus \{0\}\simeq S^{4}}), auch bekannt als Wu-Yang-Monopole.

## Dirac-Teilchen in der Yang-Mills-Theorie
Die Wellenfunktion (Dirac-Feld) {\displaystyle \psi } eines (mit Yang-Mills-Ladungen) geladenen Teilchens transformiert unter {\displaystyle U\in G} mittels:
{\displaystyle \psi \to U\,\psi } bzw.
{\displaystyle {\bar {\psi }}\to {\bar {\psi }}\,U^{\dagger }}
Das gilt allerdings nur für Teilchen, die in der fundamentalen Darstellung der Eichgruppe transformieren.
Die Lagrange-Funktion für das Dirac-Feld, aus der über die Euler-Lagrangegleichungen die Bewegungsgleichungen des dadurch beschriebenen geladenen Fermions folgen, sieht wie folgt aus:
{\displaystyle {\mathcal {L}}(\psi ,A):={\bar {\psi }}\,\left[\mathrm {i} \,\gamma ^{\mu }\left(\partial _{\mu }-ig\,{\hat {A}}_{\mu }\right)+m\right]\psi +\dots \,}
Diese Lagrange-Funktion beschreibt die Kopplung des Yang-Mills-Feldes {\displaystyle A} („Eichfeld“) an die Materie- bzw. Dirac-Felder {\displaystyle \psi }:
- {\displaystyle g} ist die oben angegebene Kopplungskonstante,
- {\displaystyle \gamma } eine Dirac-Matrix
- Der Ausdruck {\displaystyle \partial _{\mu }-ig\,{\hat {A}}_{\mu }=:\nabla _{\mu }} wird kovariante Ableitung oder minimale Kopplung genannt.
- Die Variablen {\displaystyle {\hat {A}}_{\mu }} bilden die Vierervektor-Komponenten der zusätzlich noch Lie-Algebra-wertigen 1-Form {\displaystyle A}  (d. h., die Indizes a sind zur Vereinfachung weggelassen; meist lässt man auch das Symbol ^ weg, was hier der Deutlichkeit halber bei der kovarianten Ableitung nicht geschieht).
- Bei Berücksichtigung von Dirac-Teilchen kommt in der Gesamtwirkung auch noch der oben erwähnte Feld-Anteil hinzu, der hier durch Punkte angedeutet ist und nicht explizit von {\displaystyle \psi } abhängt.

Wenn die Yang-Mills-Theorie zur Beschreibung der starken Wechselwirkung eingesetzt wird (und zwar in Form einer {\displaystyle \operatorname {SU} (3)}-Eichtheorie, der schon erwähnten Quantenchromodynamik), dann beschreibt {\displaystyle A} das Gluonfeld. Die o. g. {\displaystyle T_{a}} stellen die acht Gluonenarten dar (die {\displaystyle \operatorname {SU} (3)} hat 8 Generatoren, üblicherweise verwendet man zu ihrer Darstellung die Gell-Mann-Matrizen).
Einige wichtige Yang-Mills-Theorien mit geladenen Fermionen-Materiefeldern besitzen die Eigenschaft der asymptotischen Freiheit bei hohen Energien bzw. kurzen Abständen, was von der Eichgruppe und der Anzahl der Fermionentypen abhängt.

## Weitere Entwicklung
In der Elementarteilchenphysik wird meist nicht die Form der Yang-Mills-Gleichung als klassische Feldtheorie betrachtet, sondern deren quantenfeldtheoretische Formulierung. Ausgangspunkt in der theoretischen Behandlung ist dabei häufig die Pfadintegralformulierung. Ein großer Fortschritt in der Durchsetzung der Yang-Mills-Theorien in der Physik war der Nachweis ihrer Renormierbarkeit durch Gerardus ’t Hooft Anfang der 1970er Jahre. Die Renormierbarkeit gilt auch, wenn die Eichbosonen massiv sind wie in der elektroschwachen Wechselwirkung. Die Massen werden nach dem Standardmodell durch den Higgs-Mechanismus erworben.
In der Mathematik ist die Yang-Mills-Theorie aktuelles Forschungsgebiet. Etwa wurde diese von Simon Donaldson für seinen Beweis des Donaldson-Theorems benutzt, welches die Donaldson-Theorie zur Klassifikation differenzierbarer Strukturen auf 4-Mannigfaltigkeiten begründete. Die Yang-Mills-Theorie wurde vom Clay Mathematics Institute in die Liste der Millennium-Probleme aufgenommen. Insbesondere geht es bei diesem Preis-Problem darum nachzuweisen, dass die niedrigsten Anregungen einer reinen Yang-Mills-Theorie (d. h. ohne Materiefelder) eine endliche (d. h. hier, nicht-verschwindende) Masse bzw. Anregungsenergie haben müssen (d. h., es besteht ein Mass-Gap – in der Festkörperphysik würde man sagen: eine Energielücke – zum Vakuumzustand). Ein damit zusammenhängendes weiteres offenes Problem ist der Nachweis der vermuteten Confinement-Eigenschaft von Yang-Mills-Feldern in Wechselwirkung mit Fermionenfeldern.
Wegen ihrer Nichtlinearität ist die erfolgreiche Anwendung von Yang-Mills-Theorien nicht wie in der Quantenelektrodynamik mit störungstheoretischen analytischen Methoden und deren graphischer Darstellung mit Feynman-Diagrammen möglich. Hier kamen vor allem numerische  Gitterrechnungen (Gittereichtheorien) erfolgreich zum Einsatz mit großen Erfolgen bei den Massenberechnungen von Hadronen in der Quantenchromodynamik auf dem Gitter. Es gibt noch einige andere nichtstörungstheoretische Verfahren wie die funktionale Methode der Dyson-Schwinger-Gleichungen.

## Yang-Mills-Theorie und Gravitation
Utiyama erkannte, dass auch die Strukturen der allgemeinen Relativitätstheorie zu der Form von Yang-Mills-Theorien passen. Er versuchte dann, die allgemeine Relativitätstheorie als Yang-Mills-Theorie der Lorentz-Gruppe aufzufassen. Das ist insofern besonders, als dass hierbei der zugrundeliegenden Geometrie eine Eichfreiheit zugestanden wird, während andere Yang-Mills-Theorien wie die Quantenchromodynamik von einer Minkowski-artigen Geometrie (also von der speziellen Relativitätstheorie) ausgehen. Utiyama kam darauf, dass die Kopplung des neuen Feldes tatsächlich die Form der kovarianten Ableitung im riemannschen Raum hat, allerdings nur, wenn er antisymmetrische Anteile des Zusammenhangs ignorierte und die Symmetrie der Metrik ad hoc voraussetze. Diese Theorie unterscheidet sich insofern von den oben beschriebenen Theorien, als dass in der Lagrangedichte der Feldstärketensor, welcher hier der riemannsche Krümmungstensor ist, nur in erster Ordnung auftaucht.
Kibble erkannte später, dass es praktischer ist, von der Poincaré-Gruppe (bei Kibble „vollständige Lorentz-Gruppe“ genannt) auszugehen. In diesem Fall erhält man zwei Feldgleichungen, da die Poincaré-Gruppe in einen Lorentz-Anteil und in einen Translationsanteil zerfällt. So kommt man auf die Einstein-Cartan(-Sciama-Kibble)-Theorie der Gravitation. In dieser sind die Ad-hoc-Annahmen von Utiyama nicht mehr nötig: Der Zusammenhang darf antisymmetrische Anteile haben (die Torsion genannt werden) und statt der Metrik bekommt man Tetradenfelder, welche nicht notwendigerweise symmetrisch sein müssen.
Im Diskurs zu Verallgemeinerungen der Allgemeinen Relativitätstheorie tauchen aufbauend auf diesen Überlegungen Ansätze auf, auch für die Gravitation eine Lagrangefunktion zu fordern, welche quadratisch im Feldstärketensor ist.
Diese Yang-Mills-Theorien der Gravitation bedeuten nicht automatisch, dass damit die Quantisierung der Gravitation möglich ist. Da hier die zugrundeliegende Geometrie geeicht wird, gelten Sätze bezüglich der Renormierbarkeit nicht mehr ohne weiteres.

### Einführend
- Gerardus ’t Hooft: 50 Years of Yang-Mills Theory. World Scientific, 2005, ISBN 981-238-934-2, doi:10.1142/5601 (englisch).
- Mikio Nakahara: Differentialgeometrie, Topologie und Physik. Springer Berlin Heidelberg, Berlin, Heidelberg 2015, ISBN 978-3-662-45299-8, doi:10.1007/978-3-662-45300-1. (Einführendes Buch in die notwendige Mathematik; Kapitel 1.8 zu Eichtheorien)

- Gerhard Ecker: Teilchen, Felder, Quanten. Springer Berlin Heidelberg, Berlin, Heidelberg 2017, ISBN 978-3-662-54549-2, doi:10.1007/978-3-662-54550-8. (Gesamtdarstellung)

### Weiterführend
- F. Atiyah: Geometry of Yang-Mills fields. In: G. Dell’Antonio, S. Doplicher, G. Jona-Lasinio (Hrsg.): Mathematical Problems in Theoretical Physics (= Lecture Notes in Physics). Band 80. Springer Berlin Heidelberg, Berlin, Heidelberg 1978, ISBN 3-540-08853-9, S. 216–221, doi:10.1007/3-540-08853-9_18 (englisch).
- Keith J. Devlin: The Millennium Problems: The Seven Greatest Unsolved Mathematical Puzzles of Our Time. Basic Books, New York 2002, ISBN 0-465-01729-0 (englisch).
- Mo-Lin Ge, Yang-Hui He (Hrsg.): Dialogues Between Physics and Mathematics: C. N. Yang at 100. Springer International Publishing, Cham 2022, ISBN 978-3-03117522-0, doi:10.1007/978-3-031-17523-7 (englisch).